# ファビアン・バルテズ
ファビアン・アラン・バルテズ（Fabien Alain Barthez, 1971年6月28日 - ）は、フランス、ミディ＝ピレネー地域圏アリエージュ県ラヴェラネー出身の元サッカー選手、レーシングドライバー。現役時代のポジションはGK。

## 経歴
1990年、リーグ・アンの新興勢力であり自らの故郷にも程近い街のクラブ、トゥールーズでキャリアをスタート。すぐに若手の有力株として頭角を現したバルテズは程なくしてフランス南部のマルセイユに引き抜かれ、1992-93シーズンにはフランスのクラブ初のUEFAチャンピオンズリーグ優勝を経験する。その後も安定したパフォーマンスを披露し続け、1994年5月26日の対オーストラリア戦でフランス代表デビューも果たした。
1995-96シーズンにASモナコへ移籍。モナコでの5シーズン中にリーグ優勝を2度成し遂げ、フランス屈指のGKとして評価を盤石のものとした。またフランス代表の守護神としても活躍を見せ、1998年、地元開催のフランスW杯では優勝に貢献しレフ・ヤシン賞を獲得。続くEURO2000でもフランス代表を優勝に導き、フランスのみならずワールドクラスのゴールキーパーとしても名声を勝ち得ることとなった。
その活躍が認められて2000年にイングランドのマンチェスター・ユナイテッドFCへ移籍し、リーグタイトルの奪取に貢献する。しかし、前回王者として臨んだ2002年日韓ワールドカップでは自身はウルグアイ戦で好セーブを見せるなどしたが、1分け2敗という成績でグループリーグ敗退に終わった。その後ユナイテッドでもアレックス・ファーガソン監督を初めとする首脳陣との確執や、時折犯すイージーミスによる能力への疑問視、さらにアメリカ代表GKティム・ハワード、北アイルランド代表GKロイ・キャロルらのポジション争いなどで苦境に立たされる。最終的に2003-04シーズン途中での退団を選択、古巣のマルセイユに復帰した。
マルセイユ復帰後も安定したプレーを続けていたが、2005年2月12日にモロッコのクラブチームとの親善試合中に主審の胸に唾を吐き、フランスサッカー連盟から6ヶ月の謹慎処分を受けてしまう。既にベテランの域に達していたためそのまま引退するのではないかとも囁かれた。しかし、謹慎の解けた後はマルセイユで再びスターティングメンバーに名を連ね、代表にも再招集された。彼の謹慎中に代表のゴールマウスを守り、高評価を得ていたグレゴリー・クーペと2006 FIFAワールドカップドイツ大会に向けて正GKの座を争うこととなった。そしてレイモン・ドメネク代表監督は有力視されていたクーペではなくバルテズを正GKに抜擢。本大会ではチームの失点を7試合中わずか3点に抑える活躍を見せ、フランスの準優勝に貢献した。
W杯終了後にチームの若返りの方針によりマルセイユを解雇される。バルテズは故郷で病床にある母と出来る限り生活を共にしたいとの思いから、故郷近郊のクラブであり自らのプロ生活の原点でもあるトゥールーズへの復帰を希望。入団が取り沙汰されるが結局実現せず、2006-07シーズンから無所属となった。
2006年10月5日、現役引退を発表。「まだ2年は出来るつもりだった」と本人が語ったように余力を残しながらの引退であり、12月17日に引退撤回を発表した。新たな所属先は降格ゾーンに低迷するFCナントとなった。パリ・サンジェルマンFCに移籍したミカエル・ランドローの穴を埋めることが期待されたが、チームの降格が決定したことがきっかけでファンとの揉めごとを起こし、シーズン終了を待たずに退団した。
トゥールーズにゴールキーパーの養成学校を設立した。またフランス代表監督に就任したローラン・ブランからGKコーチとして代表スタッフ入りを打診されたが、固辞している。
その後はモータースポーツ活動をしており、2013年のフランスGT選手権王者になった。ル・マン24時間レースにもレーサーとして参戦をしており、2016年はLMP2クラス8位、総合12位の好成績を収めている。

## 代表歴

### 出場大会
- フランス代表
  - 1998 FIFAワールドカップ (優勝)
  - 2002 FIFAワールドカップ (グループリーグ敗退)
  - 2006 FIFAワールドカップ (準優勝)

### 試合数
- 国際Aマッチ 87試合 0得点（1994年-2006年）[1][2]

| フランス代表 | 国際Aマッチ | 国際Aマッチ |
| 年           | 出場        | 得点        |
| ------------ | ----------- | ----------- |
| 1994         | 1           | 0           |
| 1995         | 1           | 0           |
| 1996         | 2           | 0           |
| 1997         | 5           | 0           |
| 1998         | 12          | 0           |
| 1999         | 8           | 0           |
| 2000         | 11註1       | 0           |
| 2001         | 5           | 0           |
| 2002         | 9           | 0           |
| 2003         | 9           | 0           |
| 2004         | 10          | 0           |
| 2005         | 3           | 0           |
| 2006         | 11          | 0           |
| 通算         | 87          | 0           |

註1 フランスサッカー連盟は2000年8月16日に行われたFIFA選抜戦を国際Aマッチとして認めている。
FIFAワールドカップにおいて無失点試合を10度記録している。これはイングランド代表のピーター・シルトンと並んで歴代最多である。

## レース戦績

### ル・マン24時間レース
| 年     | チーム                            | コ・ドライバー                                | 車両                         | クラス | 周回 | 総合順位 | クラス順位 |
| ------ | --------------------------------- | --------------------------------------------- | ---------------------------- | ------ | ---- | -------- | ---------- |
| 2014年 | チーム・ソフレーブ・ASP           | アンソニー・ポニス ソエイル・アヤリ           | フェラーリ・458イタリア・GT2 | GTEAm  | 325  | 29位     | 9位        |
| 2016年 | パニス-バルテズ・コンペティション | ティモテー・ビュレット ポール・ルー・シャタン | リジェ・JS P2-日産           | LMP2   | 347  | 12位     | 8位        |
| 2017年 | パニス-バルテズ・コンペティション | ティモテー・ビュレット ナタナエル・ベルトン   | リジェ・JS P217-ギブソン     | LMP2   | 296  | DNF      | DNF        |